# Skärkinds församling
Skärkinds församling var en församling i Linköpings stift inom Svenska kyrkan i Norrköpings kommun i Östergötlands län. Församlingen uppgick 2010 i Norrköpings Borgs församling.
Församlingskyrka var Skärkinds kyrka

## Administrativ historik
Församlingen har medeltida ursprung.
Församlingen utgjorde åtminstone till 1540 ett eget pastorat för att därefter till 1587 vara moderförsamling i pastoratet Skärkind och Gårdeby och från 1587 till 1962 åter utgöra ett eget pastorat. Från 1962 till 2002 var den annexförsamling i pastoratet Kimstad och Skärkind och därefter ingick församlingen i Kullerstads, Vånga, Kimstads och Skärkinds församlingars pastorat. Församlingen uppgick 2010 i Norrköpings Borgs församling.
Församlingskod var 058111.

## Kyrkoherdar
| Ämbetstid | Namn                   | Levnadstid | Övrigt                                |
| --------- | ---------------------- | ---------- | ------------------------------------- |
| 1505–1523 | Canutus Erici          | –1523      | Kyrkoherde och prost.                 |
| 1523–1538 | Laurentius Petri       |            | Kyrkoherde och prost.                 |
| 1553–1586 | Mauritius Petri        | –1586      |                                       |
| 1587–1629 | Canutus Mauritii       | 1550–1629  | Kyrkoherde och kontraktsprost.        |
| 1631–1650 | Joannes Erici          | 1574–1650  | Kyrkoherde och kontraktsprost.        |
| 1651–1666 | Magnus Klingius        | 1612–1666  | Kyrkoherde och kontraktsprost.        |
| 1669–1710 | Magnus Sommelius       | 1638–1701  |                                       |
| 1703–1704 | Benedictus Rymonius    | 1663–1704  |                                       |
| 1705–1730 | Tobias Collander       | 1666–1730  | Kyrkoherde och kontraktsprost.        |
| 1732–1741 | Arvid Johan Rydén      | 1694–1741  |                                       |
| 1742–1763 | Georg Fredric Berholtz | 1707–1763  | Kyrkoherde och kontraktsprost.        |
| 1765–1792 | Hans Hederström        | 1710–1792  | Kyrkoherde och kontraktsprost.        |
| 1793–1815 | Carl Backe             | 1759–1815  | Kyrkoherde och prost.                 |
| 1817–1827 | Anders Sallberg        | 1764–1827  | Kyrkoherde.                           |
| 1829–1876 | Anders Jacob Broman    | 1788–1878  | Kyrkoherde, prost och kontraktsprost. |
| 1877–1909 | Axel Broman            | 1825–1909  | Kyrkoherde och kontraktsprost.        |
| 1911–1913 | Ernst Richard Peterson | 1853–1913  |                                       |
| 1924–1940 | Axel Klefbeck          | 1871–1942  | Kontraktsprost.                       |

## Klockare, kantor och organister
| Ämbetstid | Namn                   | Levnadstid | Övrigt                             |
| --------- | ---------------------- | ---------- | ---------------------------------- |
| 1642-1650 | Anders                 |            |                                    |
| 1655-1657 | Per Andersson          |            | Organist                           |
| 1657-1660 | Nils Persson           |            | Klockare                           |
| 1685      | Sven Persson           |            | Organist                           |
| 1691      | Johan Persson          |            | Organist.                          |
| 1661-1703 | Per Nilsson            |            | Klockare                           |
| 1696–1750 | Johan Jönsson Grönberg | 1671–1750  | Klockare 1706 och organist 1696    |
| 1751–1775 | Olof Örling            | 1725–1775  | Klockare och organist              |
| 1776–1819 | Magnus Hedvall         | 1748–1819  | Klockare och organist              |
| 1819–1821 | Nils Ölander           | 1797–1850  | Vikarierande klockare och organist |
| 1821–1860 | Carl Törnbom           | 1785–1860  | Klockare och organist              |
| 1861–1892 | Lars Peter Petersson   | 1834–      | Klockare och organist              |
| 1892–1895 | Karl Wilhelm Bertel    | 1866–      | Vikarierande klockare och organist |